# المعهد الفرنسي للآثار الشرقية
المعهد الفرنسي للآثار الشرقية هو معهد علمي ، تأسست سنة 1880 م ، تتخصص في دراسة الحضارات التي توافدت في مصر منذ فترة ما قبل التاريخ حتى العصر الحديث.
تقع في القاهرة وتتبع وزارة التعليم العالي الفرنسية.

## وصلات خارجية
- موقع المعهد